# Bálint Balla

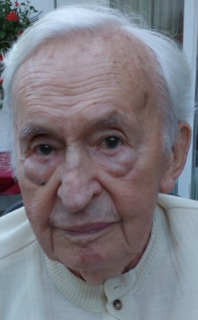
Bálint Balla (Foto: 2018)

Bálint Balla (* 7. Juli 1928 in Budapest; † 25. Juni 2018 in Berlin) war ein ungarisch-deutscher Soziologe.

## Leben und Wirken
Nach dem Abitur 1944 und dem Studium der Rechts- und Staatswissenschaften in Budapest (Promotion 1951) arbeitete er im Großhandel, wandte sich der Soziologie zu, studierte 1965–67 an der Sozialforschungsstelle an der Universität Münster und ging dann als Oberassistent an die Technische Universität Berlin. 1969 war er in Bern Mitbegründer der Evangelischen Akademie für Ungarn in Europa. 1971 habilitierte er sich an der TU Berlin für Soziologie und wirkte dort als Professor für Allgemeine Soziologie bis zu seiner Emeritierung 1993 sowie auch als Gastprofessor an anderen deutschen Universitäten und in Rumänien.
Seine Studien zur Kaderverwaltung (1972) und zumal zu einer Soziologie der Knappheit (1978) verschafften ihm Ansehen. Er war „Ehrensprecher“ der Sektion Europasoziologie in der Deutschen Gesellschaft für Soziologie (DGS).

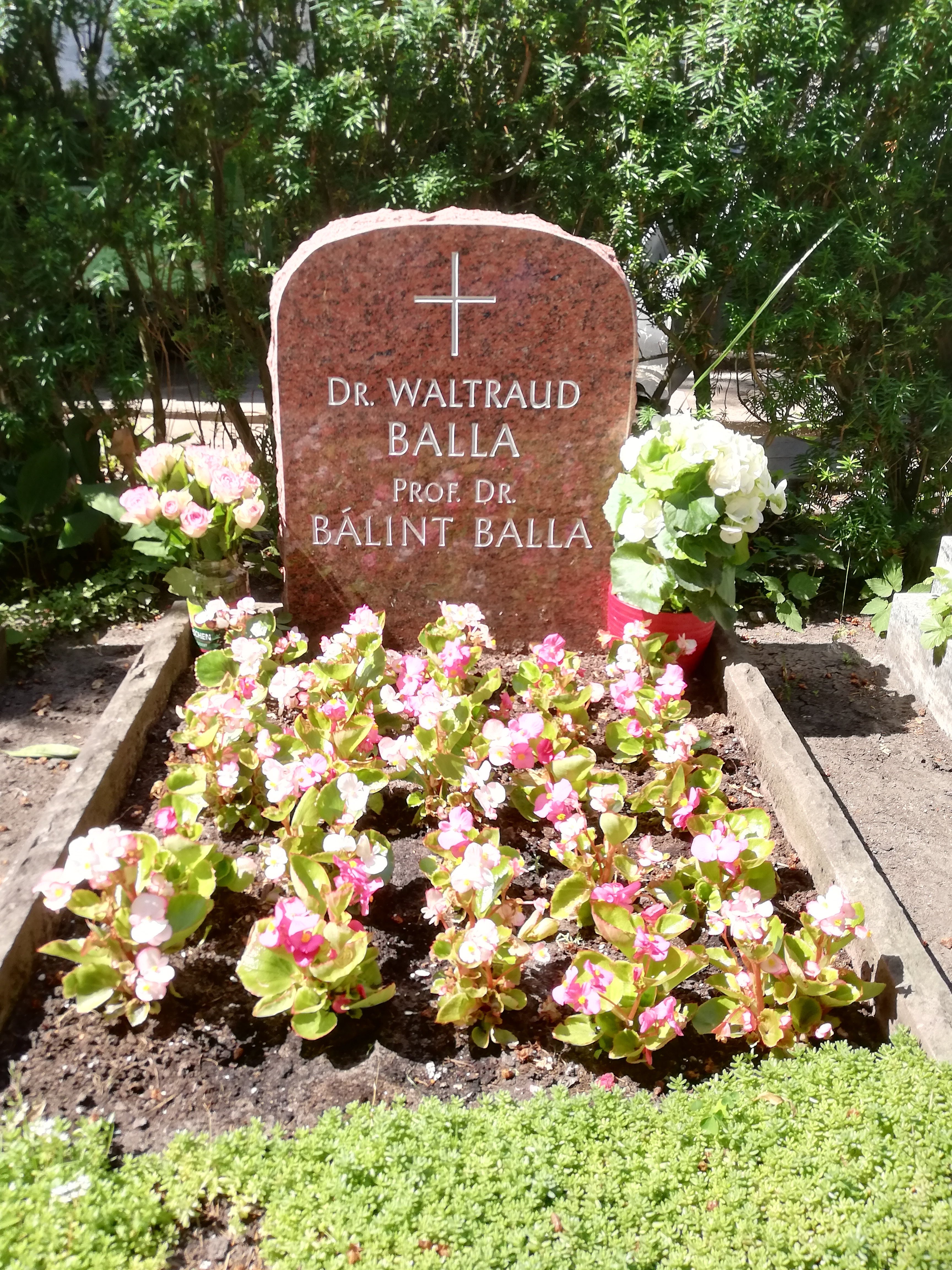
Bálint Ballas Grab im Friedhof Grunewald

1991 wurde ihm die Imre-Nagy-Plakette und 2002 von der Universität Budapest die Ehrendoktorwürde verliehen. Er hat rund 50 wissenschaftliche und allgemeinere Bücher herausgegeben und war auch als Autor, Publizist und Übersetzer aus dem Ungarischen wissenschaftlich tätig.
Balla wurde im Friedhof Grunewald beerdigt.

## Schriften (Auswahl)
- Kaderverwaltung, Enke Ferdinand, Stuttgart 1982, ISBN 978-3432017846
- Soziologie der Knappheit, Enke Ferdinand, Stuttgart 1985, ISBN 978-3432897714
- Zu einer Soziologie des Postkommunismus, LIT, Münster 1994
- Soziologie und Geschichte. Geschichte der Soziologie, Reinhold Krämer, Hamburg 1995
- Zusammenbruch der Sowjetsystems. Herausforderung für die Soziologie, Reinhold Krämer, Hamburg 1996
- Ethnicity, nation, culture, Reinhold Krämer, Hamburg 1998
- Pitirim A. Sorokin, Reinhold Krämer, Hamburg 2002
- Knappheit als Ursprung sozialen Handelns, Vorwort: Lars Clausen, Reinhold Krämer, Hamburg 2005, ISBN 3-89622-070-5
- Karl Mannheim, Reinhold Krämer, Hamburg 2007
- Die Zahl Drei und die Soziologie, Reinhold Krämer, Hamburg 2008, ISBN 978-3-89622-089-9.
- Globalisierung, Europäisierung, Regionalisierung, Reinhold Krämer, Hamburg 2009, ISBN 978-3-89622-098-1.
- Waltraud Balla – Ärztin und Engel: Eine Biographie, Reinhold Krämer, Hamburg 2010, ISBN 3-89622-106-X.